# ルーシー・ウォルター
ルーシー・ウォルター（Lucy Walter, 1630年 - 1658年）は、イングランド王・スコットランド王チャールズ2世の愛妾。

## 生涯
ウェールズでリチャード・ウォルター（第2代ノーフォーク公トマス・ハワードの子孫）の娘として生まれた。ウォルター家は清教徒革命の際王党派に属し、1644年に議会軍にロッホ城を奪われ、ルーシーはロンドンからハーグへ逃れた。
彼女はつてを頼ってロンドン社交界へ入り、17歳でアルジャーノン・シドニー（レスター伯に協力する軍人でその一族）の愛妾となった。オランダへ移り、亡命していたアルジャーノンの弟ロバートの愛人となったのち、彼にチャールズ2世を紹介された。彼女はチャールズ2世の最初の愛人ではないと言われているが、1649年にモンマス公・バクルー公となる息子ジェームズを生んだ。
2年ほどで2人の関係は終わり（理由は明かでない）、ルーシーは生活に貧窮して1658年にパリで死んだ。死因も不明である。
1651年に生まれた娘メアリー（父親は初代アーリントン伯ヘンリー・ベネット）は、後にウィリアム・サースフィールドと結婚した。ルーシーの息子モンマス公ジェームズの家系は現在も続き、元ヨーク公爵夫人セーラ・ファーガソン、ベアトリス・オブ・ヨーク王女とユージェニー・オブ・ヨーク王女は彼女の血をひいている。